# Tapiratiba
Tapiratiba es un municipio brasileño del estado de São Paulo. Se localiza a una latitud 21º28'06" sur y a una longitud 46º44'55" oeste, estando a una altitud de 760 metros. Su población es de 12.743 habitantes (2010). Tapiratiba fue fundada como municipio en 1929, emancipándose de Caconde.
Posee un área de 220,575 km². 

## Iglesia Católica
El municipio pertenece a la Diócesis de São João da Boa Vista. Hay 5 iglesias en la ciudad: La principal dedicada a Nuestra Señora Aparecida, la de Sâo Francisco, la del Sagrado Corazón de Jesús, la de los Santos Reyes, y la de la Madre Reina.

## Geografía

### Hidrografía
- Río Pardo

### Carreteras
- SP-350
- SP-253